# محمد تورگوت
محمد تورگوت (به ترکی استانبولی: Mehmet Turgut) (زاده ۲۱ ژوئیه ۱۹۷۷) کارگردان و عکاس اهل ترکیه است.صاحب و مدیر خلاق مجله ۴۶ است. در سال ۲۰۰۹ توسط مؤسسه هنر، هنرمند سال در رده عکاسی انتخاب شده‌است.
تورگوت توانست رتبه دوم را برای جایزه PX3 Prix De La Photographie Paris را در مسابقه بین‌المللی عکس، به نام "Fine ART- Collage" و "Advertising – Beauty" کسب کند. وی مدال طلای مسابقه "Trierenberg Super Circuit" که یکی از با پرستیژترین مسابقات عکاسی در سطح اروپا می‌باشد، توانسته ازآن خود نماید. او با مفهوم مسئولیت اجتماعی به گرفتن عکس ادامه می‌دهد، در بسیاری از مسابقات داخلی و خارجی موفق به کسب مدال شده‌است.
محمد تورگوت در سری عکسهای خود که با نام "زن تنهاً و در چارچوب نمایشگاه عکس استانبول معاصر به نمایش گذاشت، با متمرکز شدن بر روی چهره‌های زن به تصویر کشیده شده توسط لئوناردو دا وینچی سعی کرده بود تا تداوم بین دیروز و امروز را از روی این آثار مورد بررسی قرار دهد. عکس گرفته شده با موضوع "مونا لیزاً باعث شد تا این هنرمند موفق به کسب مقام در نمایشگاه عکس اتریش شود.

## عضویت‌ها
- AFSAD (انجمن عکاسان آنکارا)
- FSK (مؤسسه عکس / آنکارا)
- TFSF فدراسیون عکاسی ترکیه

## فعالیت‌ها
- دانشگاه چوکوروا، آدانا «عکاسی پرتره» (نمایش و مصاحبه)
- IFAD Icel انجمن عکاسان آماتور (نمایش و مصاحبه)
- مؤسسه عکس آنکارا (نمایش و مصاحبه)
- دوزجه «همیشه امید وجود دارد» (نمایشگاه عکاسی)
- نمایشگاه مجسمه سازان معاصر آنکارا (نمایش و مصاحبه)